# En concert (Mylène Farmer)
En concert è il primo album dal vivo della cantante francese Mylène Farmer, pubblicato nel 1989 dalla Polydor Records.

## Il disco
Il successo del duo Farmer/Boutonnat non ha più ostacoli alla fine degli ottanta. Proprio per questo è tempo di mostrare anche ai non fans il loro mondo attraverso un tour. Così nel maggio del 1989 parte la prima tournée di Mylène Farmer, Tour 89. E nel mese di dicembre dello stesso anno esce "En concert" composto da due cd con le 18 tracce presentate durante le date del tour. I singoli estratti saranno Allan e Plus grandir che avranno un successo mediocre in confronto al trionfo del doppio album: 600 000 copie vendute (un guinnes a quei tempi) e una nona posizione conquistata con merito.  Attraverso questo tour Mylène avrà anche la possibilità di mostrare a tutti i suoi show unici ed indimenticabili all'americana e a presentare il suo mondo tetro e sofferente.

## Tracce
CD1
1. Prologue
2. L'horloge
3. Plus grandir
4. Sans logique
5. Maman a tort
6. Déshabillez-moi
7. Puisque
8. Pourvu qu'elles soient douces
9. Allan

CD2
1. À quoi je sers...
2. Sans contrefaçon
3. Jardin de Vienne
4. Tristana
5. Ainsi soit je...
6. Libertine
7. Mouvements de lune part I
8. Je voudrais tant que tu comprennes
9. Mouvements de lune part II

## Singoli
- Allan
- Plus grandir

## Classifiche
| Classifiche (1990)  | Posizione massima |
| ------------------- | ----------------- |
| Francia             | 9                 |
| Classifiche (2005)2 | Posizione massima |
| Belgio Vallonia     | 48                |
| Francia             | 106               |

2 Riedizione